# Kassim Ouma

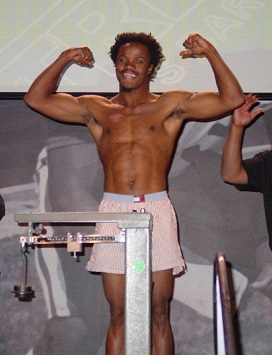
Kassim Ouma beim Wiegen

Kassim Ouma (* 12. Dezember 1978 in Distrikt Gulu, Uganda) ist ein ehemaliger ugandischer Boxer. Er hielt vom 13. Oktober 2004 bis 14. Juli 2005 den Weltmeisterschaftsgürtel des Verbandes IBF und konnte ihn einmal verteidigen.